# Гусинская волость
Гусинская во́лость — историческая административно-территориальная единица Купянского уезда Харьковской губернии с центром в слободе Гусинка.
По состоянию на 1885 год состояла из 4 поселений, 8 сельских общин. Население — 2294 человека (1183 мужского пола и 1111 — женского), 437 дворовых хозяйств.
|                       | Площадь, десятин | В том числе пахотной, дес. |
| --------------------- | ---------------- | -------------------------- |
| Сельских общин        | 2709             | 2352                       |
| Частной собственности | 5967             | 3365                       |
| Другой собственности  | 70               | 66                         |
| В целом               | 8746             | 5783                       |

### Основные поселения волости[2]
- Гусинка — бывшая владельческая слобода при реке Гусинка в 18 верстах от уездного города, 1784 человека, 397 дворов, 2 православные церкви, школа, лавка, почтовая станция, 4 постоялых двора, 3 скамейки, 3 ярмарки в год: 17 марта, 23 апреля и 14 сентября.
- Богородичная (Лозовая, Кантемировка) — бывшее собственническое село при реке Жеребец, 786 человек, 130 дворов, часовня.

### Храмы волости[3]
- Георгиевская церковь в слободе Гусинке (построена в 1879 г.[4])